# Allmächtiger Baumeister aller Welten

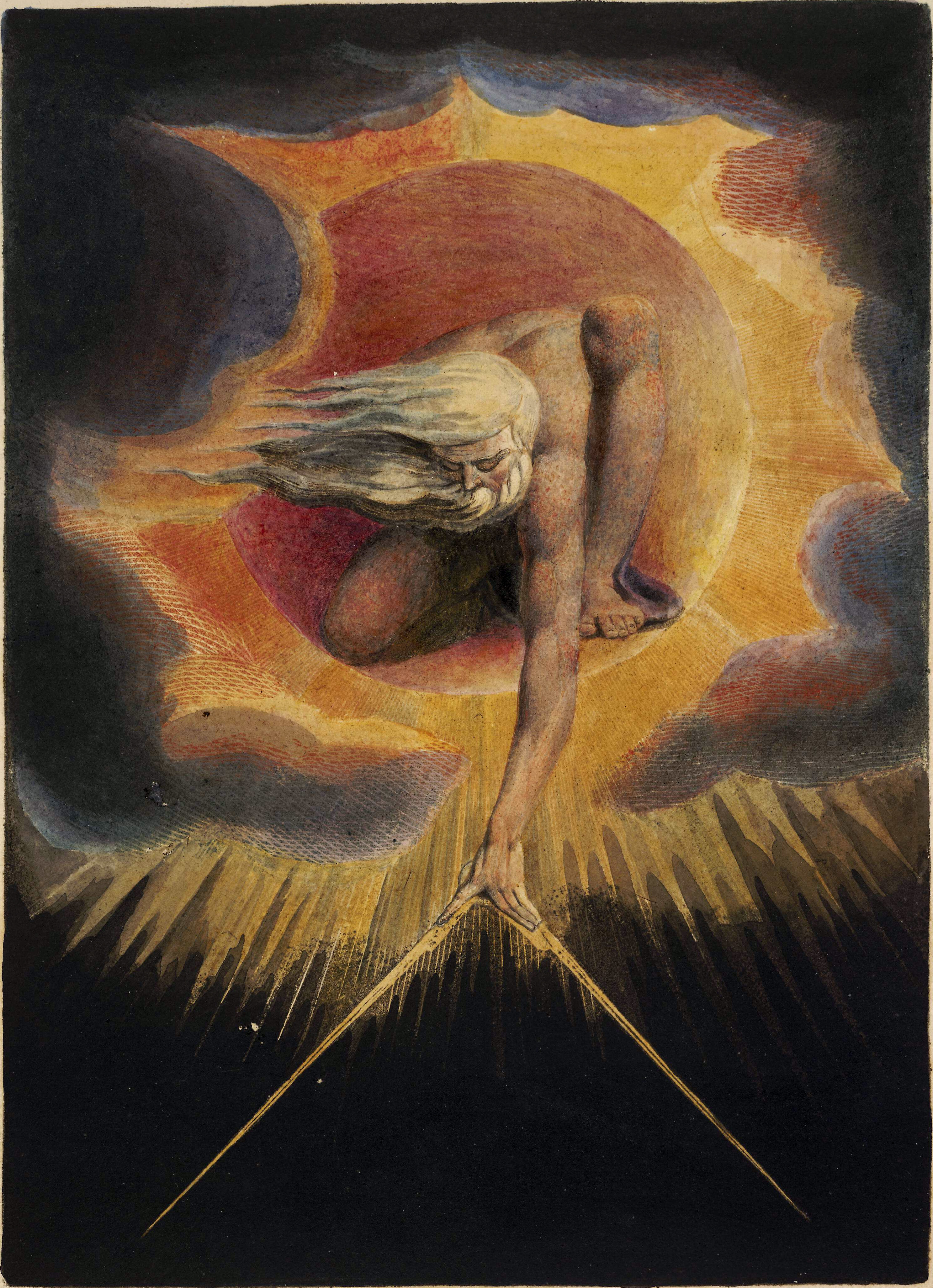
The Ancient of Days (1794) von William Blake

Der Allmächtige Baumeister aller Welten (A.B.a.W.) (auch: Großer Baumeister des Weltalls oder Dreifach großer Baumeister der ganzen Welt) ist ein symbolischer Begriff der Freimaurerei für das Schöpfungsprinzip. Das Konzept des Demiurgen als Großer Architekt ist auch im Gnostizismus und in einigen Religionen bekannt.

## Begriff
Der Begriff hat sprachgeschichtlich platonische und gnostische Bezüge (Demiurg) und wird im Neuen Testament erwähnt:

„denn er erwartete die Stadt, die Grundlagen hat, deren Baumeister und Schöpfer Gott ist.“

Im Talmud werden Baumeister in einem Vergleich im Traktat Sabbat 114 a erwähnt: Auf die Frage „Wer sind die [in der Mischna] erwähnten Baumeister?“ wird geantwortet: „Es sind die Gelehrten [bonajich], weil sie sich mit dem Aufbau der Welt beschäftigen.“

## Freimaurerei

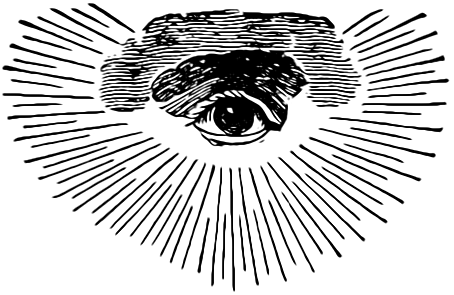
Frühe Version des Allsehenden Auges der Freimaurer mit Wolken und halbem Strahlenkranz.

In der Freimaurerei stellt dieses Konstrukt kein direktes Gottesbild dar, sondern ist ein Symbol für ein übergeordnetes Schöpfungsprinzip, dessen Ausprägung, auch die Ausfüllung mit einem persönlichen Gott, dem persönlichen Glauben eines jeden Bruders vorbehalten bleibt.
Das freimaurerische Symbol des A.B.a.W. lässt sich als Sinnbild betrachten, das dazu auffordern möchte, den eigenen sittlichen Willen in Weisheit zu stärken und eigene Unvollkommenheit zu erkennen. Insbesondere christliche Freimaurerlogen, in denen die Bibel verwendet wird, schlagen diese bei (Joh 1,1 ) auf, um auf den mehrdeutigen Begriff des Logos hinzuweisen, der mit dem Allmächtigen Baumeister aller Welten gleichgesetzt wird und in erster Linie das Vernunftprinzip des Weltalls repräsentiert.
Der Begriff des A.B.a.W. kam dabei zur Zeit des Deismus auf und findet sich in den Alten Pflichten von 1723 in der Formulierung des „Great Architect of the Universe“.

## Geschichtliche Bedeutung
Als 1877 der Grand Orient de France aus Gründen der Gewissensfreiheit (Frédéric Desmons: „Die Freimaurerei hat zu Grundsätzen die unbedingte Gewissensfreiheit und die menschliche Solidarität. Sie schließt niemanden um seines Glaubens willen aus.“) auf das Symbol des Allmächtigen Baumeister aller Welten verzichtete, brach die Vereinigte Großloge von England einseitig die Kontakte ab und erkennt seither den Großorient von Frankreich und die von ihr anerkannten Großlogen und Logen nicht mehr als regulär an.